# Общественный транспорт Стокгольма

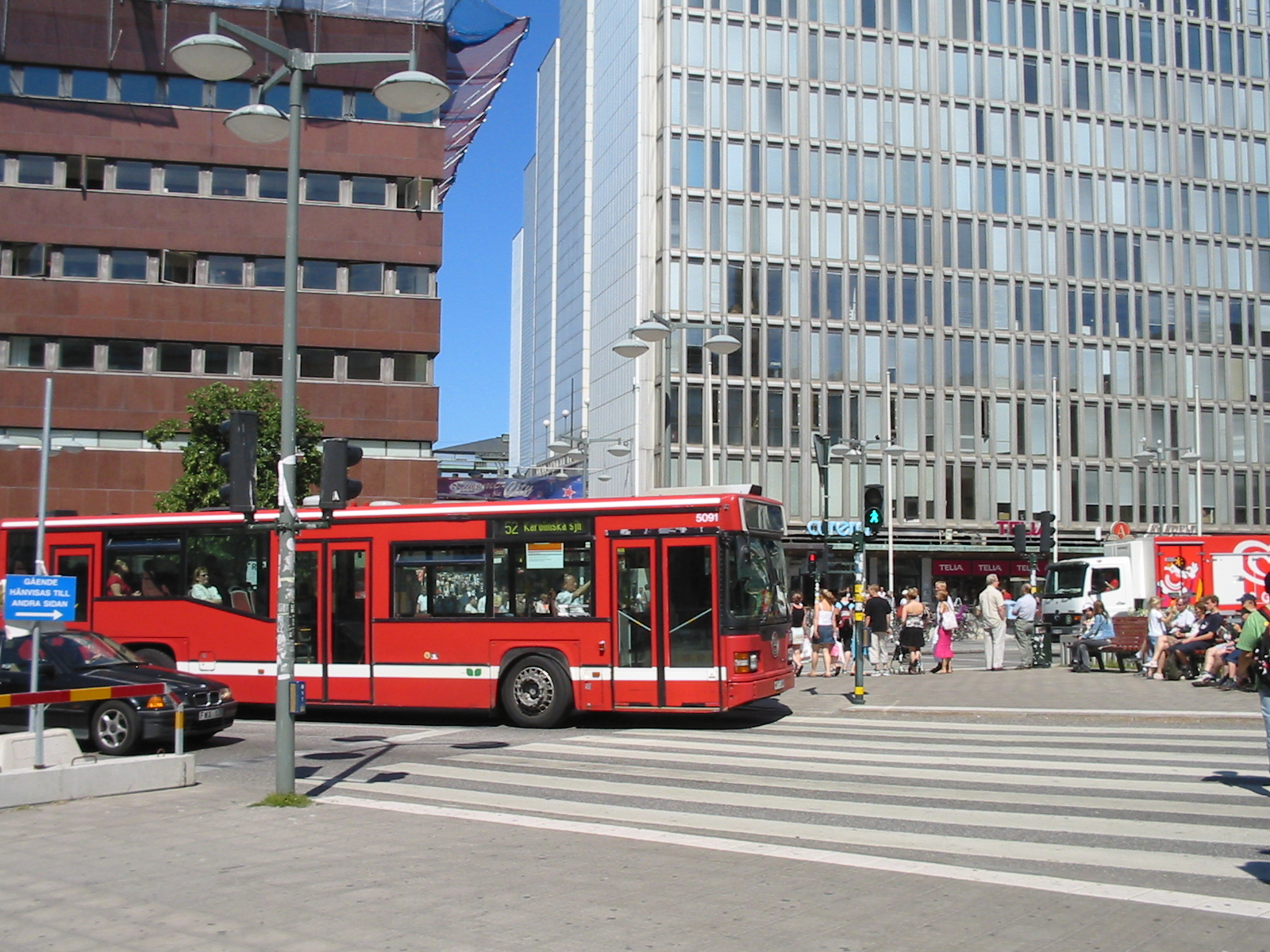
Красный автобус

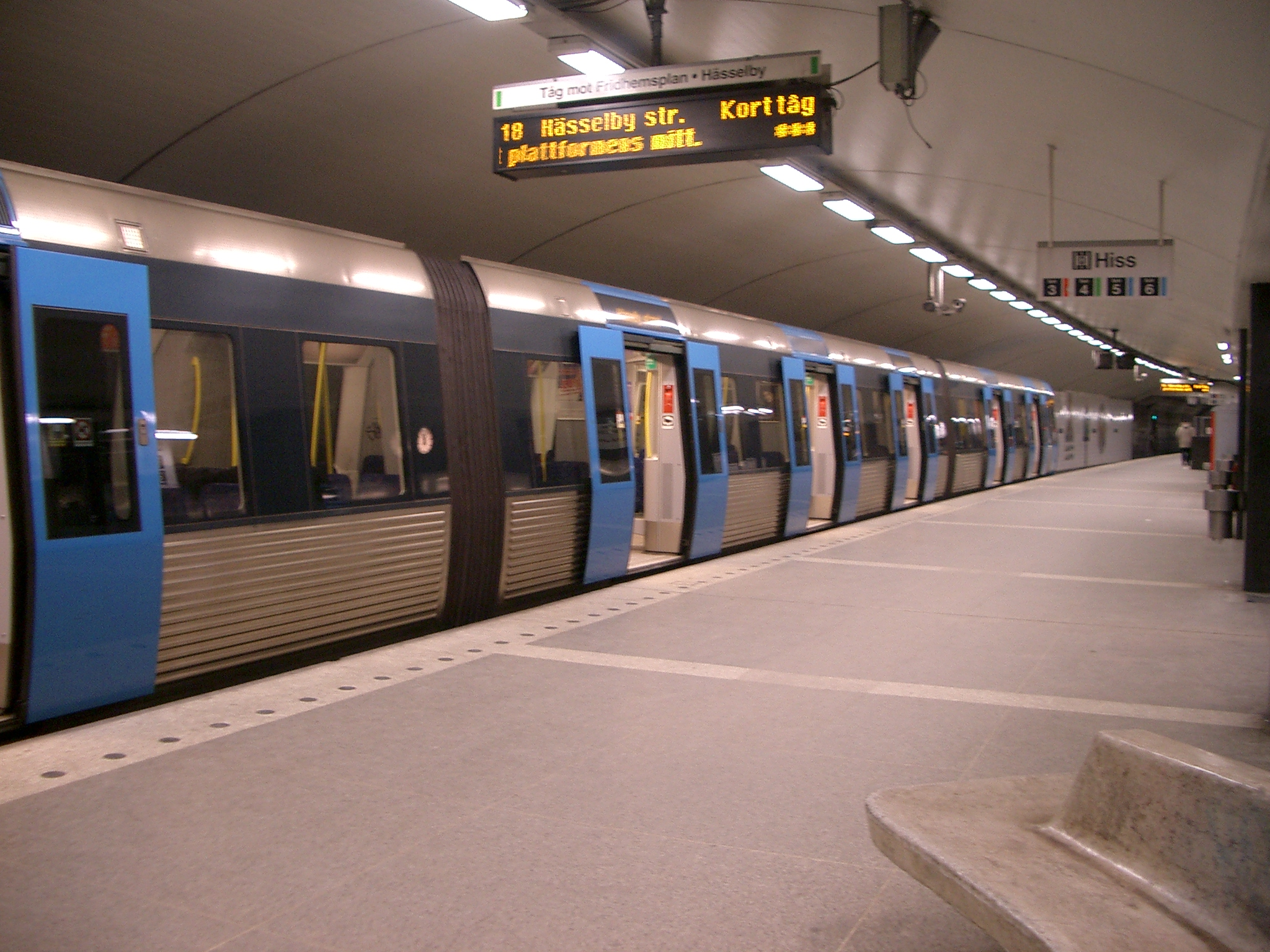
Поезд метро на подземной станции

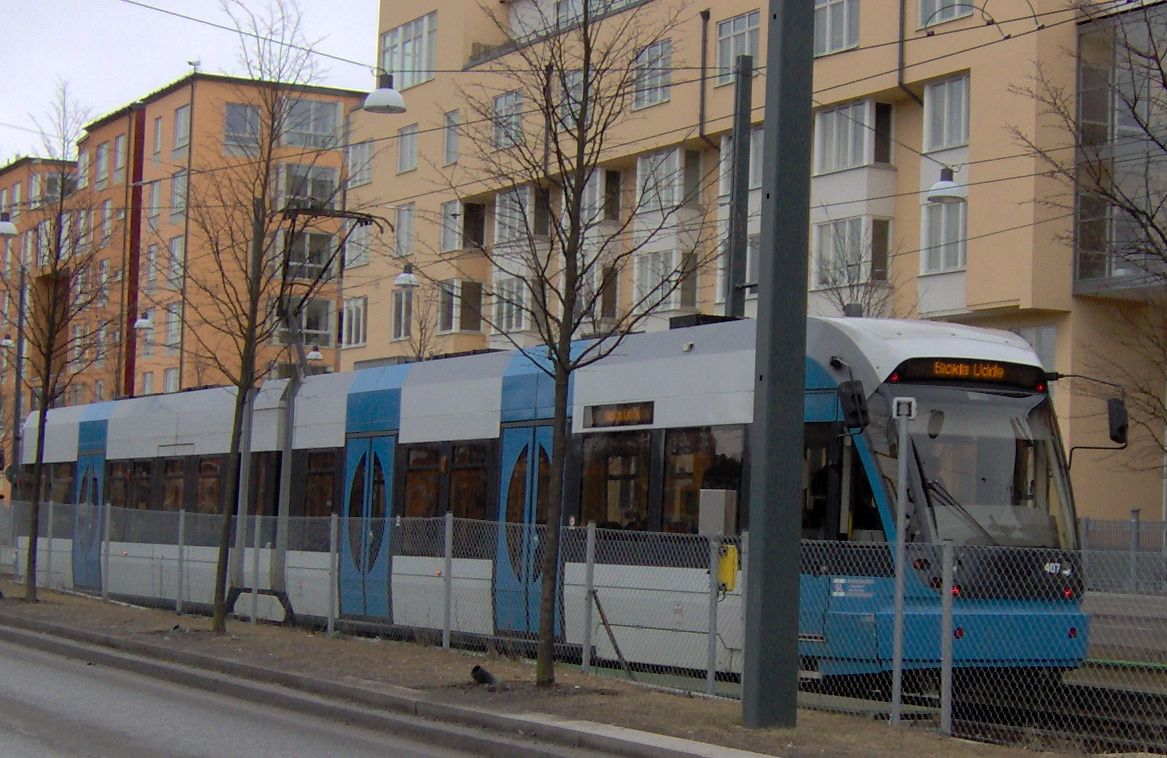
Трамвай

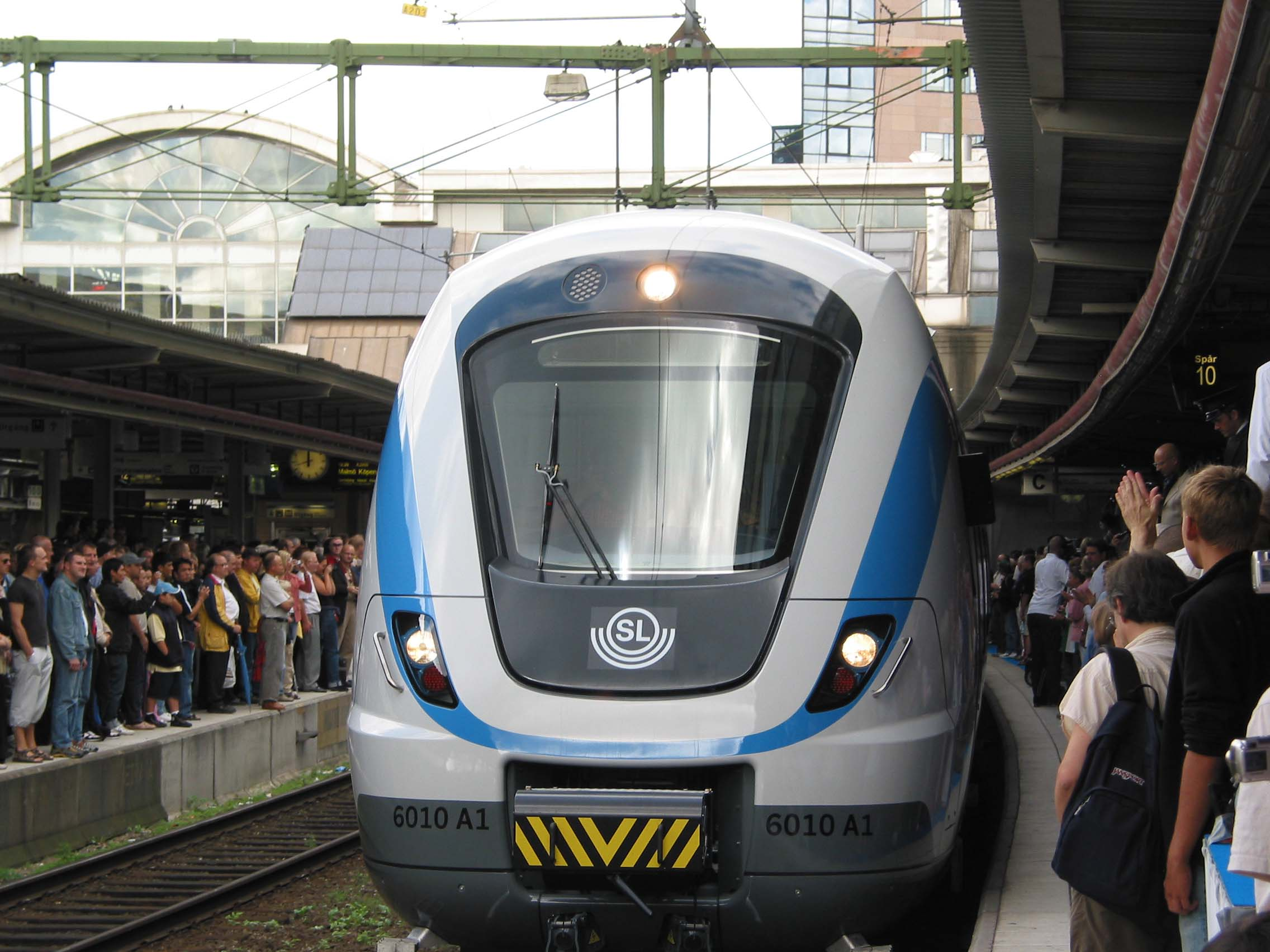
Пригородный поезд на станции «Т-Централен»

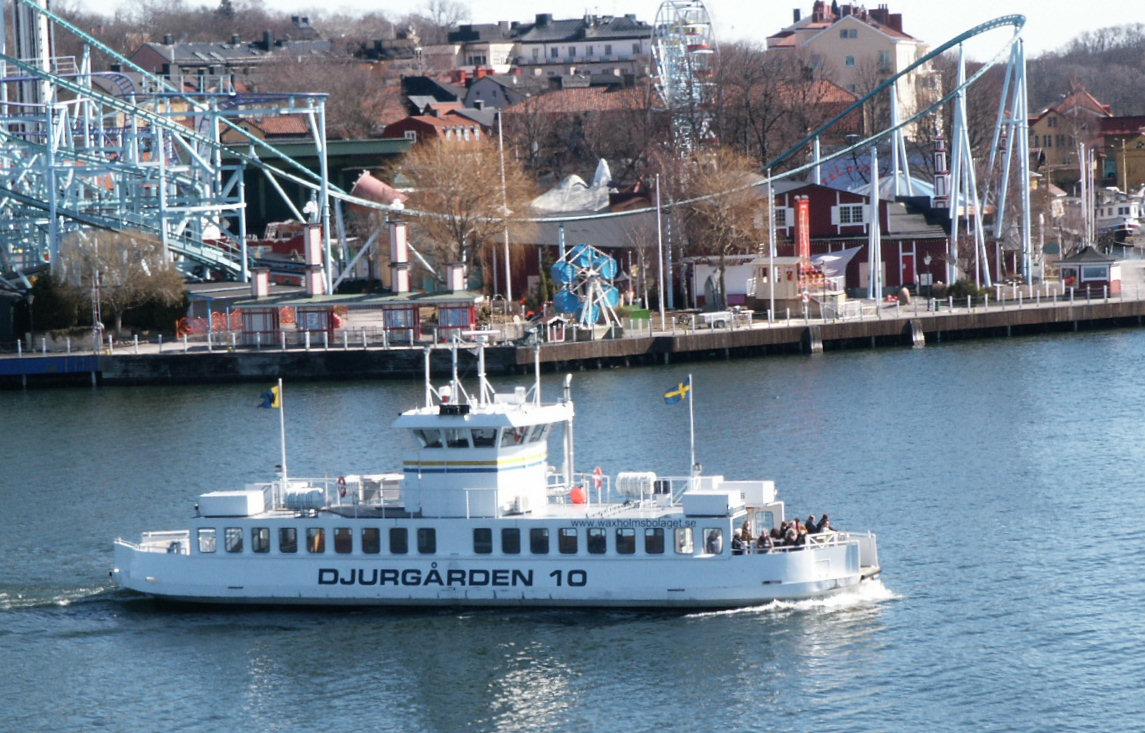
Юргорденский паром

Общественный транспорт Стокгольма включает в себя автобусы, метро, трамваи, электрички (пригородная железная дорога) и теплоходы. За обеспечение работы наземного и подземного общественного транспорта отвечает компания Storstockholms Lokaltrafik AB (Стурстокхо́льмс локальтрафи́к АБ). За водный транспорт отвечает компания Waxholmsbolaget (Ваксхольмсбула́гет).

## Автобусы
Наряду с метро автобусы являются одним из самых распространённых видов общественного транспорта. Покрывают весь лен.
Выделяют красные и синие линии автобусов.

## Метро
Метро насчитывает 100 станций, из которых 47 подземные, а 53 расположены на поверхности земли или на эстакадах. Метрополитен состоит из 7 линий, пронумерованных от 10 до 19. Они объединены в группы по цвету: зелёная, красная, и синяя.
Стокгольмский метрополитен считается самой длинной художественной галереей в мире.
Ещё одной особенностью стокгольмского метрополитена являются пересадочные станции, на которых на одну платформу заходят поезда разных линий.

## Трамваи
В городе насчитывается всего 4 (5 с учётом музейной линии) трамвайных линий, не связанных между собой.

## Теплоходы
Waxholmsbolaget имеет ряд водных маршрутов внутри Стокгольмского архипелага, некоторые из них работают круглый год. Паромное сообщение между Слуссеном и Юргорденом бесплатно при наличии действующего абонемента SL. Между Сёдермальмом и Хаммарбю-шёстад курсирует бесплатный паром.

## Лифты
Исторически важной частью общественного транспорта Стокгольма были лифты, поднимающие пассажиров с набережной острова Сёдермальм на его возвышенную часть, — такие как Марияхиссен и Катаринахиссен.